# 墨猴
墨猴又称中国墨猴（英文：Chinese Ink Monkey）是中国清朝末期所开始流传的一种传说生物。

## 记载
《清稗类钞·动物类·墨猴》：陽朔縣產墨猴，大如拳，毛作金色，兩目爍爍有光，能於筆筒中盤曲而睡。置之書案間，欲使磨墨，則叩案數下，猴即奮然迅出，跪於硯旁，以兩前足捧墨而磨之。使之止，即止。見几上蠟蟻，即捉食之，無或脫者。且能於花盆間拔草捉蟲，搜剔殆盡。性喜飲水，即長日，惟以果飼之。或先以至澀極辣之物入水中，迫之使飲，即挖口磨舌，躁擾不寧者累日。自後見水，即閉目搖首，不敢飲矣。康雍間，蒼梧太守永常曾蓄其一，歷試其技，果然。
《续眉庐丛话》：蜀南产墨猴，大如拳，毛如漆，性嗜墨，置之案头，砚有宿墨，则舔咂净尽，可代洗涤。

## 新闻报道
一则报道称在1996年4月，中国福建省武夷山发现活体墨猴，英国动物学家卡尔·舒克认为这则新闻其实是1996年4月5日《泰晤士报》报道的中国发现始新世曙猿属化石的新闻，发现活体的报道是另一新闻报道翻译品质不佳产生的错误。